# Мельников, Фёдор Евфимьевич
Фёдор Евфи́мьевич Ме́льников (1874, Новозыбков, Черниговская губерния — 26 мая 1960, Мануиловский монастырь, жудец Сучава, Румыния) — российский и румынский старообрядческий начётчик; писатель-апологет и историк белокриницкого согласия. Автор десятков книг и брошюр, один из наиболее плодовитых писателей-старообрядцев своего времени.

## Семья

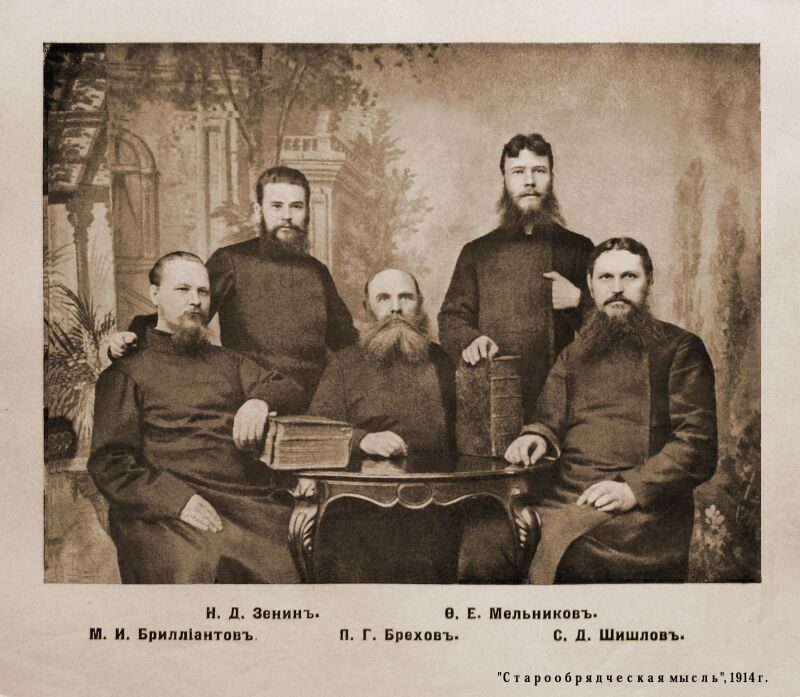
Фотография старообрядческих начётчиков начала XX века, помещенная в издании «Старообрядческая мысль» 1914 года. Слева направо: М. И. Бриллиантов, Н. Д. Зенин, П. Г. Брехов, Ф. Е. Мельников, С. Д. Шишлов

Родился в 1874 году в Новозыбкове (ныне Брянская область) в семье старообрядческого священника Евфимия Мельникова, участвовавшего в присоединении «беглопоповских» общин к старообрядческой церкви белокриницкой иерархии. Точная дата рождения (месяц и число) Ф. Е. Мельникова неизвестна. Старший брат — Василий Евфимьевич — известный старообрядческий начётчик.
Получил первоначальное образование в семье, ещё в юности начав изучение святоотеческой и богословской литературы. Затем учился у священноинока Арсения (Швецова), будущего старообрядческого епископа Уральского.
Ещё в молодые годы стал начётчиком, участвовал в диспутах с миссионерами, проходивших сначала в Новозыбкове и соседних приходах, а затем и на Кавказе, в Бессарабии, на Алтае, в Москве. Вместе с ним в диспутах участвовали его брат Василий и Иван Усов, будущий митрополит Иннокентий. Публиковал статьи в многочисленных старообрядческих периодических изданиях, был секретарём петроградского старообрядческого епископа, членом Союза старообрядческих начётчиков, председателем начётнической комиссии при московском Братстве Честнаго и Животворящего Креста, секретарём совета общины Рогожского кладбища, секретарём старообрядческой Архиепископии Московской и всея Руси. Редактировал первые старообрядческие газеты «Утро» и «Народная газета», которые издавались после прекращения гонений на старообрядцев в 1905. В 1916 и 1918 годы был кандидатом в епископы.
В конце 1917 года был вынужден уехать из Москвы в Барнаул. 30 декабря 1917 года (ст. ст.) на совещании в Барнауле был выдвинут депутатом в Сибирскую Областную Думу от Исполнительного комитета старообрядцев, созданного ещё до переезда Мельникова в Барнаул в июле 1917 года 5-м съезде Томско-Алтайской епархии для «объединения старообрядцев всех согласий по политическим вопросам».
Был директором старообрядческого учительского института в Москве, в 1918 году отстранён от должности по требованию большевистских властей. В Барнауле стал инициатором издания журнала «Сибирский старообрядец», целью которого являлось «укрепление христианства и возрождение великой, единой и независимой России», читал лекции на тему «Вера и наука», «Христианство и социализм», «Человек и религия» в Томске, Омске, Новониколаевске, Барнауле, Бийске.
Его имя фигурировало в списке кандидатов в епископы. Старообрядческий епископ Амфилохий (Журавлёв) в связи с этим писал:

Этот человек по деятельности и знанию всех превзошёл в старообрядчестве, и ему бы быть даже митрополитом или патриархом достойно и праведно, но с духовной стороны и с точки зрения правил он недопустим даже в диаконы. Пусть он работает на пользу святой Церкви и всему старообрядчеству в простом виде мирянина или инока, если получит иночество, он к нему стремится, но это ещё через несколько лет.

### В подполье
После свержения власти Верховного правителя адмирала А. В. Колчака был вынужден скрываться в таёжных скитах и на отдалённых заимках Алтая, но при этом продолжал писательскую деятельность, в 1921 году печатал антибольшевистские листовки в Ново-Архангельском скиту. В этот период написал книгу «Откуда произошла вера в Бога. (Публичный диспут в советской России)» — труд в жанре христианской апологетики, в котором в литературной форме опровергал доводы атеистов. Позднее эта книга неоднократно переиздавалась (впервые была издана в Румынии после эмиграции автора), в том числе под названием «Яко с нами Бог». Главным героем книги является деревенский пчеловод Демьян Лукич, побеждающий на диспуте «воинствующих безбожников».
Был заочно приговорён к расстрелу томским губернским народным судом, но смог избежать гибели. Позднее вспоминал, что «меня не могли разыскать… в непроходимой сибирской тайге… Три раза приезжали большевистские отряды для розысков меня, и каждый раз уезжали ни с чем». В 1925—1930 жил на Кавказе, где работал пчеловодом, пытался продолжать литературное творчество. Писал по ночам, пока сосед-пчеловод не попросил его прекратить этим заниматься:

Опасное дело вы делаете, чоканье вашей пишущей машинки в ночной тишине очень далеко слышно и может заинтересовать проезжих, а проезжие могут быть красные. Тогда и вам достанется, да и нас не помилуют.

### 1930-е годы. Румыния
Затем смог перейти границу (переплыв ночью реку Днестр) и поселиться в Румынии, привезя туда свои рукописи. Там являлся секретарём Белокриницкой митрополии, жил в старообрядческом Мануиловском монастыре близ села Мануиловки Сучавского уезда. В Румынии продолжал заниматься литературным творчеством. Наиболее известный его труд этого времени — «Краткая история древлеправославной (старообрядческой) церкви» впервые опубликован 48-страничной брошюрой в 1918 году в Москве и в законченном виде — в Барнауле в 1999 году. Много писал, продолжал печатать свои работы (в том числе с критикой атеизма), выступал с публичными лекциями и беседами.
Во второй половине 1930-х годов составил Статут, в котором излагались организационные основы старообрядческой церкви — этот документ был утверждён правительством лишь в 1947 году.

### В годы второй мировой войны
Прожив свыше 10 лет в Румынии, осенью 1941 года возбудил ходатайство о разрешении ему переехать в Тирасполь. Но дело не так быстро сдвинулось с мертвой точки. 23 апреля 1942 года он пишет письмо матушке Глафире, в котором упоминает: «Я хлопочу, чтобы мне разрешили выехать или в Транснистрию (за Днестр) или на мою Родину — в Украйну. Но пока еще не получил на это разрешение… Хотел бы поселиться в Славском монастыре. Но во-первых, меня туда никто не зовет… Во-вторых, мне как иностранцу не дозволяется никуда выезжать из того места, где застала меня война. Вот и сижу на одном месте, Слава Бога, пока благополучно».
В этот время Фёдор Мельников не прекращает много читать, писать, завершает свой главный труд «Краткая история древлеправославной (старообрядческой) Церкви». Его произведения переводились и на румынский язык Марией Вавилин, проживающей в Оттопени, в частности в письме от 10 августа 1942 года она отмечала, что работу по отношению к старообрядческой церкви она перевела к сроку — 24 июля.
В его архиве содержится отрицательный ответ совета министров Румынии от 9 мая 1942 года на просьбу о разрешении поездки в Приднестровье. По данным М. В. Шкаровского, лишь 27 августа 1942 года Фёдор Мельников смог переселиться в Тирасполь, устроившись уставщиком при старообрядческой церкви, где произносил проповеди по обличению безбожия. Переселившись в Приднестровье, бывал и в Одессе.
К тому времени в Румынии усилилось преследование старообрядцев. 18 октября 1942 года в Тирасполе были запечатаны две с большим трудом восстановленные старообрядческие церкви, а 20 октября Мельникова вызвали в полицию. В начале ноября 1942 года Ф. Е. Мельников вернулся в Браилу, но в начале 1943 года он вновь находился в Тирасполе. Перед праздником Рождества румынские власти потребовали от старообрядцев безоговорочного перехода на григорианский календарь, сообщив, что в противном случае все их церкви будут закрыты, а священники отправлены в лагеря. Это требование было отвергнуто, что повлекло новые репрессии. 11 января 1943 года был арестован митрополит Белорецкий Тихон (Качалкин). Был арестован и Мельников, но когда именно, неизвестно. Его заключили в лагерь для мирного населения Новые Онешты.
В сентябре 1943 года был освобождён из лагеря, после чего получает приглашение занять пост миссионера в Транснистрии. Он немедленно переехал в Одессу и начал читать лекции. Миссия приступила к изданию его апологетических сочинений. К тому времени благодаря коренному перелому в ходе Великой Отечественной войны тактика румынского правительства относительно религиозной политики изменилась: преследования богослужений по старому стилю прекратились, начали проводиться религиозные радиопередачи на русском языке и т. п.

### Последние годы жизни
В последние годы жизни находился под открытым наблюдением румынской коммунистической спецслужбы Секуритате. Скончался в Мануиловском монастыре в 1960 году.

## Труды

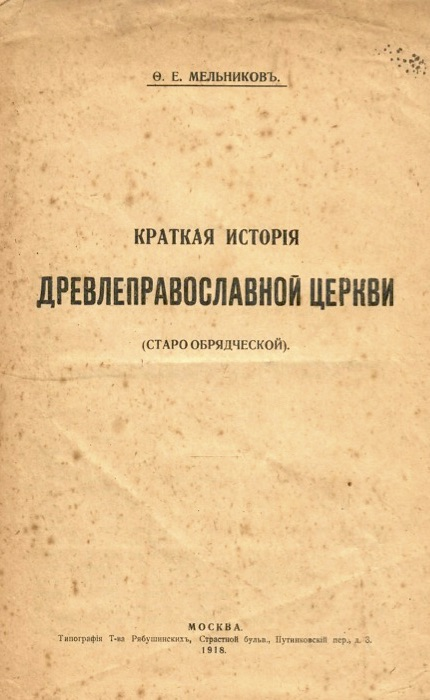
Краткая история древлеправославной церкви (старообрядческой), московское издание 1918 года

- О старообрядческом священстве до м. Амвросия. Большой Камень, 2002.
- История русской православной старообрядческой Церкви (краткий очерк). М., 2003.

Собрание сочинений
- Том 1. Краткая история древлеправославной (старообрядческой) Церкви. Барнаул, 1999.
- Том 2. О безбожнических и христианских догматах, таинствах и обрядах. Барнаул, 2000.
- Том 3. Отвергает ли наука веру в Бога. О человеческой душе и её происхождении. Сектантство и Церковь перед судом Священного Писания. Барнаул, 2001.
- Том 4. В защиту старообрядческой иерархии (1 и 2 вып.). Блуждающее богословие. Об именословном перстосложении. Барнаул, 2002.
- Том 5. Исследование о крещении и святительском достоинстве митрополита Амвросия. Конец сомнениям в законности старообрядческой иерархии. О белокриницком священстве до м. Амвросия. Барнаул, 2003.
- Том 6. Спутник христианина (Спутник религиозника-христианина; Нужна ли Вера в Бога; Ответ на вопрос безбожников: Откуда взялся Бог?; Откуда произошла Вера в Бога). Барнаул, 2005.
- Том 7. История Русской Церкви со времен царствования Алексея Михайловича до разгрома Соловецкого монастыря. Барнаул, 2006.
- Том 8. Что такое старообрядчество. Барнаул, 2007[5].